# Kabinet-De Gasperi IV
De vierde regering onder de christendemocratische premier Alcide De Gasperi, Gasperi IV, was in functie van 31 mei 1947 tot en met 23 mei 1948 (358 dagen). De regering bestond uit de partijen DC (christendemocraten), PSLI, PRI (republikeinen) en PLI (liberalen).

## Kabinet–De Gasperi IV (1947–1948)
| Ambtsbekleder | Ambtsbekleder        | Ambtsbekleder                    | Functie                              | Ambtstermijn     | Ambtstermijn     | Partij |
| ------------- | -------------------- | -------------------------------- | ------------------------------------ | ---------------- | ---------------- | ------ |
|               | Alcide De Gasperi    | Alcide De Gasperi (1881–1954)    | Premier                              | 10 december 1945 | 17 augustus 1953 | DC     |
|               | Luigi Einaudi        | Luigi Einaudi (1874–1961)        | Vicepremier                          | 31 mei 1947      | 24 mei 1948      | PLI    |
|               | Giuseppe Saragat     | Giuseppe Saragat (1898–1988)     | Vicepremier                          | 15 december 1947 | 24 mei 1948      | PSDI   |
|               | Randolfo Pacciardi   | Randolfo Pacciardi (1899–1991)   | Vicepremier                          | 15 december 1947 | 24 mei 1948      | PRI    |
|               | Giulio Andreotti     | Giulio Andreotti (1919–2013)     | Secretaris- generaal                 | 31 mei 1947      | 18 januari 1954  | DC     |
|               | Mario Scelba         | Mario Scelba (1901–1991)         | Minister van Binnenlandse Zaken      | 2 februari 1947  | 15 juli 1953     | DC     |
|               | Carlo Sforza         | Carlo Sforza (1872–1952)         | Minister van Buitenlandse Zaken      | 2 februari 1947  | 20 juli 1951     | O      |
|               | Luigi Einaudi        | Luigi Einaudi (1874–1961)        | Minister van Financiën               | 31 mei 1947      | 7 juni 1947      | PLI    |
|               | Giuseppe Pella       | Giuseppe Pella (1902–1981)       | Minister van Financiën               | 7 juni 1947      | 24 mei 1948      | DC     |
|               | Gustavo Del Vecchio  | Gustavo Del Vecchio (1883–1972)  | Minister van de Schatkist            | 31 mei 1947      | 24 mei 1948      | O      |
|               | Luigi Einaudi        | Luigi Einaudi (1874–1961)        | Minister van het Budget              | 31 mei 1947      | 24 mei 1948      | PLI    |
|               | Giuseppe Grassi      | Giuseppe Grassi (1883–1950)      | Minister van Justitie                | 31 mei 1947      | 30 januari 1950  | DC     |
|               | Giuseppe Togni       | Giuseppe Togni (1903–1981)       | Minister van Economische Zaken       | 31 mei 1947      | 15 december 1947 | DC     |
|               | Roberto Tremelloni   | Roberto Tremelloni (1900–1987)   | Minister van Economische Zaken       | 15 december 1947 | 24 mei 1948      | PSDI   |
|               | Mario Cingolani      | Mario Cingolani (1883–1971)      | Minister van Defensie                | 31 mei 1947      | 15 december 1947 | DC     |
|               | Cipriano Facchinetti | Cipriano Facchinetti (1889–1952) | Minister van Defensie                | 15 december 1947 | 24 mei 1948      | PRI    |
|               | Amintore Fanfani     | Amintore Fanfani (1908–1999)     | Minister van Arbeid en Sociale Zaken | 31 mei 1947      | 30 januari 1950  | DC     |
|               | Guido Corbellini     | Guido Corbellini (1890–1976)     | Minister van Transport               | 31 mei 1947      | 30 januari 1950  | DC     |
|               | Umberto Tupini       | Umberto Tupini (1889–1973)       | Minister van Infrastructuur          | 31 mei 1947      | 30 januari 1950  | DC     |
|               | Antonio Segni        | Antonio Segni (1891–1972)        | Minister van Landbouw                | 14 juli 1946     | 25 juli 1951     | DC     |
|               | Umberto Merlin       | Umberto Merlin (1885–1964)       | Minister van Communicatie            | 31 mei 1947      | 15 december 1947 | DC     |
|               | Ludovico D'Aragona   | Ludovico D'Aragona (1876–1961)   | Minister van Communicatie            | 15 december 1947 | 24 mei 1948      | PSDI   |
|               | Cesare Merzagora     | Cesare Merzagora (1898–1991)     | Minister voor Buitenlandse Handel    | 31 mei 1947      | 1 april 1949     | O      |
|               | Paolo Cappa          | Paolo Cappa (1888–1956)          | Minister voor de Koopvaardij         | 31 mei 1947      | 24 mei 1948      | DC     |
|               | Giuseppe Togni       | Giuseppe Togni (1903–1981)       | Minister zonder portefeuille         | 15 december 1947 | 24 mei 1948      | DC     |

De Gasperi II · De Gasperi III · De Gasperi IV · De Gasperi V · De Gasperi VI · De Gasperi VII · De Gasperi VIII · Pella · Fanfani I · Scelba · Segni I · Zoli · Fanfani II · Segni II · Tambroni · Fanfani III · Fanfani IV · Leone I · Moro I · Moro II · Moro III · Leone II · Rumor I · Rumor II · Rumor III · Colombo · Andreotti I · Andreotti II · Rumor IV · Rumor V · Moro IV · Moro V · Andreotti III · Andreotti IV · Andreotti V · Cossiga I · Cossiga II · Forlani · Spadolini I · Spadolini II · Fanfani V · Craxi I · Craxi II · Fanfani VI · Goria · De Mita · Andreotti VI · Andreotti VII · Amato I · Ciampi · Berlusconi I · Dini · Prodi I · D'Alema I · D'Alema II · Amato II · Berlusconi II · Berlusconi III · Prodi II · Berlusconi IV · Monti · Letta · Renzi · Gentiloni · Conte I · Conte II · Draghi · Meloni